# Introduktion, Passacaglia und Fuge für Orgel
Introduktion, Passacaglia und Fuge e-Moll op. 127 ist eine großangelegte Orgelkomposition von Max Reger, die er 1913 seinem Freund, dem evangelischen Organisten und Leiter des Thomanerchors, Karl Straube, widmete. Dieser spielte die Uraufführung am 24. September des Jahres zur Eröffnung der Jahrhunderthalle in Breslau. Die Walcker-Orgel war die damals weltgrößte Orgel mit 200 Registern. Das Werk erschien im November 1913 in Berlin bei Bote & Bock.

## Geschichte

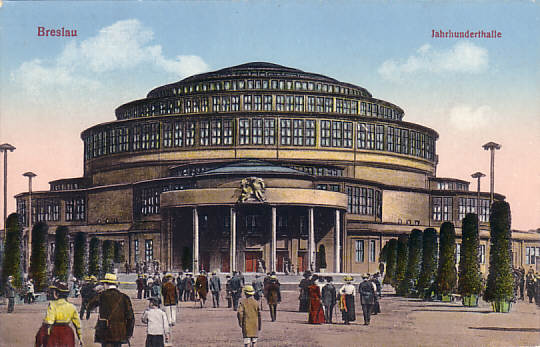
Jahrhunderthalle in Breslau

Reger komponierte das Werk in Meiningen im April und Mai 1913. Es war bewusst ein Orgelwerk für den Konzertsaal, eine Komposition „ganz großen Stils“. Reger schrieb es als Auftragswerk für die Eröffnung der Jahrhunderthalle in Breslau. Obwohl Reger katholisch erzogen worden war, faszinierte ihn die protestantische Liturgie mit ihren Chorälen und ihrem Melodienreichtum von seiner Jugend an. Diese melodiöse, liedhafte Kompositionstechnik ist für Reger stilprägend und findet auch in diesem Werk seinen Niederschlag.
Regers Orgelwerke belebten das konzertierende Orgelspiel, das unmodern geworden war. Er hatte in Karl Straube einen Organisten und Freund, der die technisch anspruchsvollen Werke spielen und Einfluss auf die Komposition nehmen konnte. Wesentlichen Einfluss auf die Komposition wird Straube zugesprochen. Vor allem sollen die Vortragsanweisungen von ihm stammen. Nach Ein' feste Burg ist unser Gott (op. 27) widmete Reger ihm mit Opus 127 eine weitere Komposition. Er spielte die Uraufführung in Breslau am 24. September 1913. Das Werk erschien im November des Jahres in Berlin bei Ed. Bote & G. Bock.

## Musik
Das Werk besteht aus drei Abschnitten: Introduktion (Einleitung), eine Passacaglia mit 26 Variationen und eine Doppelfuge.
Der Organist David Goode schrieb in seiner Analyse, dass die Introduktion mit dichter Chromatik und üppiger Figuration beginnt. Die Passacaglia beruht auf einem Thema, das elf der zwölf Töne der chromatischen Tonleiter enthält. Die 26 Variationen sind gegliedert in einen Beginn, in dem Geschwindigkeit und Textur gesteigert werden, dann einen meditativen mittleren Abschnitt, und den Schluss, der erneut intensiviert, auf die Fuge hin. Goode betont Regers Meisterschaft, den Ablauf in Bewegung und Anregung zu bestimmen (effective control of pace and excitement).

## Autograph und Ausgabe
Das Max-Reger-Institut besitzt Regers Autograph, die Druckvorlage.
- Max Reger: Sämtliche Orgelwerke. Hrsg.: Breitkopf & Härtel. 6. Choralfantasien. Wiesbaden/Leipzig/Paris, S. 91–147.

## Vorbild
Der kanadische Komponist Healey Willan hörte das Werk, gespielt von seinem Freund Dalton Baker. Bakers Bemerkung, such a work could only have been composed by a ‘German philosophical mind’ („ein solches Werk konnte nur von einem Deutschen philosophischen Kopf komponiert werden“), forderte Willan heraus, ein Werk ähnlicher Struktur zu schreiben, das er 1916 beendete.